# 双叶羊耳蒜
双叶羊耳蒜（学名：Liparis auriculata）为兰科羊耳蒜属下的一个种。

## 扩展阅读
- 維基物種上的相關：双叶羊耳蒜